# منطقه دونگلی
منطقه دونگلی (به چینی: 东丽区، به پین‌یین: Dōnglì Qū) یک منطقهٔ شهرداری تابع شهر تیانجین، در جمهوری خلق چین است.

## خصوصیات
منطقه دونگلی ۴۶۰ کیلومترمربع مساحت و ۳۲۰٬۰۰۰ نفر جمعیت دارد.